# شهرستان مزرباط
ناحیهٔ مُزرباط (Muzrabot District) یکی از ناحیه‌های استان سرخان‌دریا در کشور ازبکستان است.